# Pingpong (film)
Pour les articles homonymes, voir Ping-pong (homonymie).
Pour plus de détails, voir Fiche technique et Distribution.
Prix cannois de la Semaine de la critique, Pingpong est un film allemand et le premier long-métrage de Matthias Luthardt, sorti en 2006.
Film d'ambiance d'une nouvelle génération du cinéma allemand, il donne à voir un drame dans un milieu petit bourgeois à huis clos, entre un père absent, un fils névrosé, une mère esseulée et un neveu, élément étranger qui vient perturber le faux équilibre qui y régnait.

## Synopsis
Paul, éphèbe plutôt sans gêne et fort de l'aura que lui confère le récent suicide de son père, s'immisce avec brio dans la maison de son oncle. D'abord tous sceptiques (à cause de conflits pécuniaires avec la mère de Paul), un à un, ils se font à sa présence. Tout cela, à la manière d'une tragédie, se passe dans un laps de temps très court : l'apparente liberté de Paul séduit son cousin, Robert, jeune pianiste enfermé dans la musique et alcoolique ; son énergie et sa bonne volonté (pour reconstruire la piscine notamment) séduisent son oncle, Stephan ; son corps d'éphèbe et sa faiblesse séduisent sa tante, Anna. Progressivement, dans un mouvement de crescendo, Paul semble redonner vie à la famille (ils jouent au ping-pong, se balancent de la confiture, joggent ensemble)... mais très vite, adagio, une attirance charnelle vient rompre la fausse idylle : Paul et Anna se découvrent une passion physique réciproque.
Parmi les tâches qu'on a demandées à Paul d'effectuer : l'élagage du cerisier de son père. En effeuillant ainsi le symbole phallique de l'autorité du père, Paul se blesse, en versant son sang, il obtient l'autorisation tacite de transgresser l'interdit de l'inceste posé entre lui et Anna. Ce qu'il s'empresse de faire le jour même de l'audition de Robert à laquelle ce dernier arrive ivre mort : à son retour il surprend sa mère et son cousin mais garde la chose pour lui, les jeux vidéo et son piano avec lequel il exprime les sentiments qui le traversent.
Au retour de l'oncle (alors parti en voyage à Madrid), Anna fait comme si rien ne s'était passé et même si l'attirance est toujours manifeste, elle se refuse à céder aux instances de Paul. La violence de ce silence pousse Paul à mettre fin aux jours de l'objet d'affection d'Anna : son chien, Schumann.

## Fiche technique
- Titre VO : Pingpong
- Réalisation : Matthias Luthardt
- Scénario : Meike Hauck, Matthias Luthardt
- Producteur : Niklas Baümer
- Pays de production : Allemagne
- Langue : Allemand
- Date de sortie : 2006

## Distribution
| Acteur                | Rôle   |
| --------------------- | ------ |
| Sebastian Urzendowsky | Paul   |
| Marion Mitterhammer   | Anna   |
| Clemens Berg          | Robert |
| Falk Rockstroh        | Stefan |

## Distinctions
- Prix SACD[1], conjointement avec Les Amitiés maléfiques de Emmanuel Bourdieu, au Festival de Cannes 2006
- Prix OFAJ[2] de la (toute) jeune critique, au Festival de Cannes 2006